# Machair

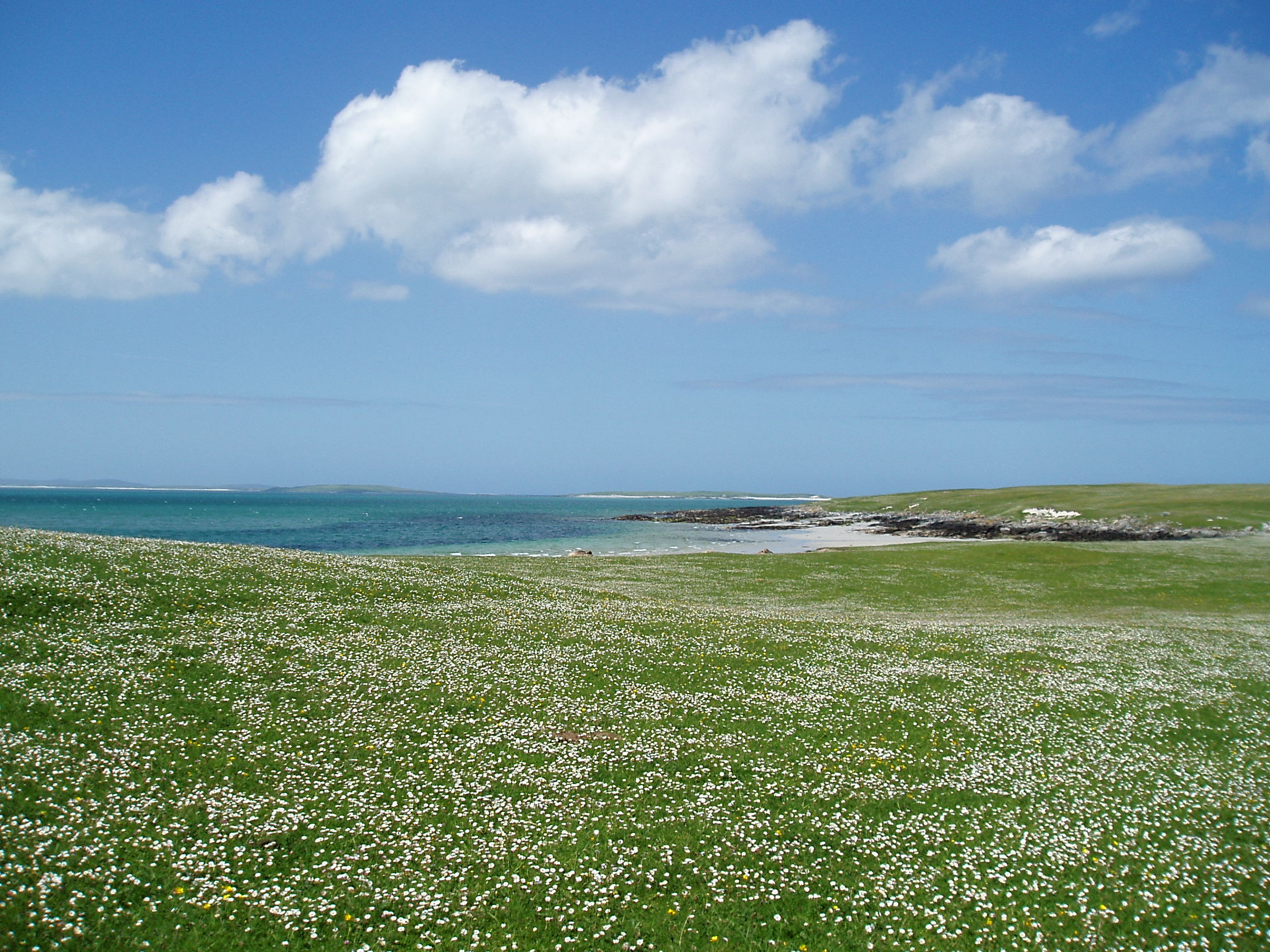
Un machair en Berneray, Hebridas Exteriores

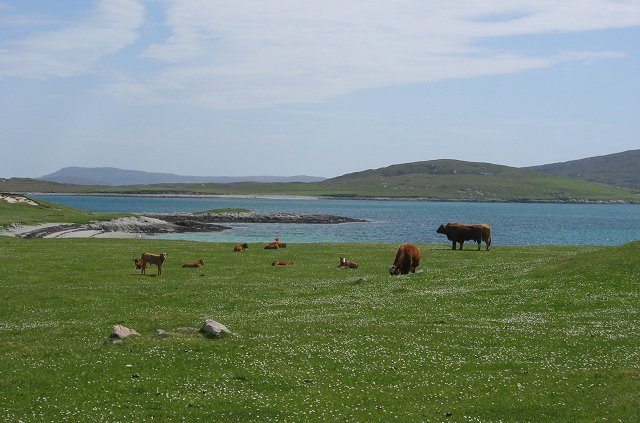
Un machair en Berneray

Se conoce con el término escocés de machair o machar a un tipo de terreno bajo y fértil que se encuentra en la costa de Irlanda y Escocia, en particular en las Hébridas Exteriores. Existen dos tipos distintos de machair:
- Un tipo de pasto arenoso, susceptible de ser cultivado para la agricultura, que predomina en situaciones ventosas y húmedas-
- Un tipo de tierra en que se encuentran el terreno arenoso de una playa y otro pantanoso.

En ambos casos, un machair es una antigua playa, que ha quedado en un terreno más elevado que la actual playa, debido a un descenso en el nivel del mar.
Los machairs deben su fertilidad al hecho de que su arena contiene un alto contenido en conchas, en algunos casos alcanzando el 90%. Esta arena es transportada hacia el interior por el viento, contribuyendo a la fertilidad de los pastos.
Los machairs han recibido una importante atención ecológica, principalmente porque constituyen un ecosistema único. Pueden albergar especies raras de flores, como Spiranthes u orquídeas, junto con distintas especies de aves incluyendo el guion de codornices, el Pardillo de Piquigualdo, el correlimons común, el archibebe común o el chorlitejo grande, así como insectos exóticos. Algunos machairs están amenazados por la erosión provocada por el ascenso del nivel del mar y por la explotación recreacional de las playas vecinas.